# کاتونویل (آلاباما)
کاتونویل (به انگلیسی: Cottonville) یک منطقهٔ مسکونی در ایالات متحده آمریکا است که در آلاباما واقع شده‌است. کاتونویل ۱۸۹٫۸۹ متر بالاتر از سطح دریا واقع شده‌است.